# さよならの恋人 (沢口靖子の曲)
『さよならの恋人』（さよならのこいびと）は、沢口靖子の2枚目のシングルで、東宝映画『ゴジラ』のイメージソングとして起用された。規格品番はETP-17664。

## 収録曲
| 全作詞: 荒木とよひさ、全作曲: 三木たかし、全編曲: 入江純。 |                    |              |            |
| #                                                          | タイトル           | 作詞         | 作曲・編曲 |
| 1.                                                         | 「さよならの恋人」 | 荒木とよひさ | 三木たかし |
| 2.                                                         | 「瞳の中のPlanet」 | 荒木とよひさ | 三木たかし |

## タイアップ
| # | 曲名               | タイアップ                   | 出典        |
| - | ------------------ | ---------------------------- | ----------- |
| 1 | 「さよならの恋人」 | 映画『ゴジラ』イメージソング | [ 2 ] [ 1 ] |